# История Мари и Жюльена
«История Мари и Жюльена» (фр. Histoire de Marie et Julien) — мистико-романтический фильм французского режиссёра Жака Риветта (2003), главные роли в котором исполнили Эммануэль Беар и Ежи Радзивилович.

## Сюжет
Жюльен (Радзивилович) — немолодой одинокий часовщик, который вымогает деньги у некой «мадам Х» (Анн Броше), тогда как его сердце принадлежит прекрасной Мари (Беар), с которой он не виделся целый год. Однажды пути Мари и Жюльена пересекаются, и между ними завязывается любовная связь. Женщина переезжает в просторный дом Жюльена в парижском пригороде и помогает ему довести до конца дело с мадам Х. Вместе с тем ведёт она себя довольно странно — временами произносит непонятные ей самой речи, подолгу запирается на чердаке, а, когда рассекает запястье, то её рана не кровоточит…

## Работа над фильмом
Хотя рецензенты обращали внимание на сходство «Мари и Жюльена» с американским триллером «Шестое чувство» (1999), Риветт начал снимать фильм на этот сюжет ещё в 1976 году. В главных ролях тогда были заняты Альберт Финни и Лесли Карон. На шестой день съёмок режиссёр покинул съёмочную площадку из-за нервного истощения и проект был закрыт. Фильм о Мари и Жюльене должен был стать третьей частью тетралогии «Сцены параллельной жизни», начатой лентами «Дуэль» и «Северный ветер».
«Мари и Жюльен» — первый фильм 75-летнего режиссёра, содержащий эротические сцены. Как и в большинстве его работ, музыка в фильме отсутствует. По словам режиссёра, сюжет организован вокруг трёх сновидений: в самом начале фильма, в середине и ближе к концу. Это позволяет размыть границы между сном и явью.

## Реакция
Кинокритики смогли ознакомиться с фильмом на фестивале в Сан-Себастьяне, однако за пределами Франции проката не было. Принята новая работа Риветта была без восторга:
- Филипп Френч из The Guardian нашёл в фильме сходство с «Орфеем» Кокто, но без присущих Кокто глубины смыслов и вкраплений волшебства[3].
- Другой критик того же издания, Питер Брэдшоу, назвал превращение мирного часовщика в шантажиста «крайне неправдоподобным» и посетовал на затянутость ленты и отсутствие в ней какого бы то ни было драматизма[4].
- Андрея Плахова смутил «неудачный кастинг», из-за которого отношения «вызывающе плотской» героини с помятым героем Радзивиловича смотрятся неубедительно[5].
- Дэйв Кер (The New York Times) объяснил непривычную для Риветта сухость, тяжеловесность и предсказуемость действия продолжительностью «вызревания» сценария[1].

Однако у фильма нашлись и свои защитники. Например, кинообозреватель веб-портала MSN, Глен Кенни, назвал «Мари и Жюльена» лучшим фильмом всего десятилетия.